# J. M. Alves
José Manoel Alves (Monção, Portugal, 5 de agosto de 1907 – Tatuapé, São Paulo, Janeiro de 1993) foi um compositor e instrumentista português, que em 1929, veio para o Brasil, residindo-se no interior do estado de São Paulo.

## Biografia
J. M. Alves nasceu a 5 de agosto de 1907 em Monção, Portugal. Em 1929, chegou ao Brasil para residir em São Paulo. Na capital paulista, José Manuel entrou para a banda da Força Pública, na qual se aposentou como capitão. Era compositor de músicas populares e compôs hinos para vários templos, inclusive o Primado de Umbanda de São Paulo.
Compositor reconhecido, canções de sua autoria foram gravadas por cantores conhecidos na época com as Irmãs Galvão, Grupo Piratininga, Osni Silva, Ênio Santos, entre outros. Em 1955, a marchinha Pombinha Branca, composta em parceria com Reinaldo Santos, foi gravada por Juanita Cavalcanti. Ainda compôs xotes, valsinhas, baiões, maxixes e outros gêneros musicais de sua época, e realizou um sonho ao gravar o seu único LP, disco de vinil, em 1957.
Sua esposa (Anna Garcia Alves) entrou em depressão após a morte prematura de sua única filha mulher, por conta disso passou a frequentar a Umbanda como forma de consolar a esposa, se encantou pela religião e compôs o que viria a ser conhecido como o Hino da Umbanda, apresentou a letra ao Caboclo das Sete Encruzilhadas, o qual tanto a apreciou, que resolveu nomeá-la como Hino da Umbanda.
Em 1961, durante o Segundo Congresso Brasileiro de Umbanda, presidido por Henrique Landi Júnior, foi finalmente oficializada em todo o Brasil. Para a Umbanda e para vários terreiros compôs diversos pontos gravados por vários intérpretes, como por exemplo, Saravá Banda, gravado em 1961 por Otávio de Barros, Prece a Mamãe Oxum, registrado em 1962 pela cantora Maria do Carmo, Pombinha branca, com Reinaldo Santos, Ponto de Abertura, com Terezinha de Souza e Vera Dias, Ponto dos Caboclos, Prata da Casa, Prece a Mamãe Oxum, Xangô Rolou a Pedra, Xangô, Rei da Pedreira, São Jorge Guerreiro, Saravá Oxóssi, Homenagem à Mãe Menininha, com Ariovaldo Pires, Saudação aos Orixás, e o Hino da Umbanda.